# Spákonufell (kulle)
Spákonufell är en kulle i republiken Island. Den ligger i regionen Västfjordarna, 160 km norr om huvudstaden Reykjavík. Toppen på Spákonufell är 386 meter över havet.
Trakten runt Spákonufell är nära nog obefolkad, med mindre än två invånare per kvadratkilometer. Närmaste större samhälle är Hólmavík, omkring 16 kilometer nordväst om Spákonufell. Trakten runt Spákonufell består i huvudsak av gräsmarker.